# Bandar Labuhan
Bandar Labuhan is een bestuurslaag in het regentschap Deli Serdang van de provincie Noord-Sumatra, Indonesië. Bandar Labuhan telt 6720 inwoners (volkstelling 2010).